# Lodowy szlak
Lodowy szlak (ang. The Ice Road) – amerykańsko-kanadyjski thriller z 2021 roku w reżyserii Jonathana Hensleigha.

## Treść[2]
W kopalni diamentów w północnej Kanadzie dochodzi do eksplozji, w wyniku której grupa górników zostaje uwięziona pod ziemią. Zorganizowana zostaje misja ratunkowa, mająca dowieźć do miejsca katastrofy, sprzęt potrzebny do uratowania górników. Trasa konwoju ciężarówek wiedzie przez niebezpieczną drogę prowadzącą przez sam środek pokrytego lodem jeziora Winnipeg. Główny bohater, Mike, mający doświadczenie z transporcie po drogach lodowych staje na czele konwoju. 

## Obsada
- Liam Neeson – Mike McCann
- Laurence Fishburne – Jim Goldenrod
- Benjamin Walker – Tom Varnay
- Amber Midthunder – Tantoo
- Marcus Thomas – Gurty McCann
- Holt McCallany – René Lampard
- Martin Sensmeier – Cody
- Matt McCoy – George Sickle